# 浮島

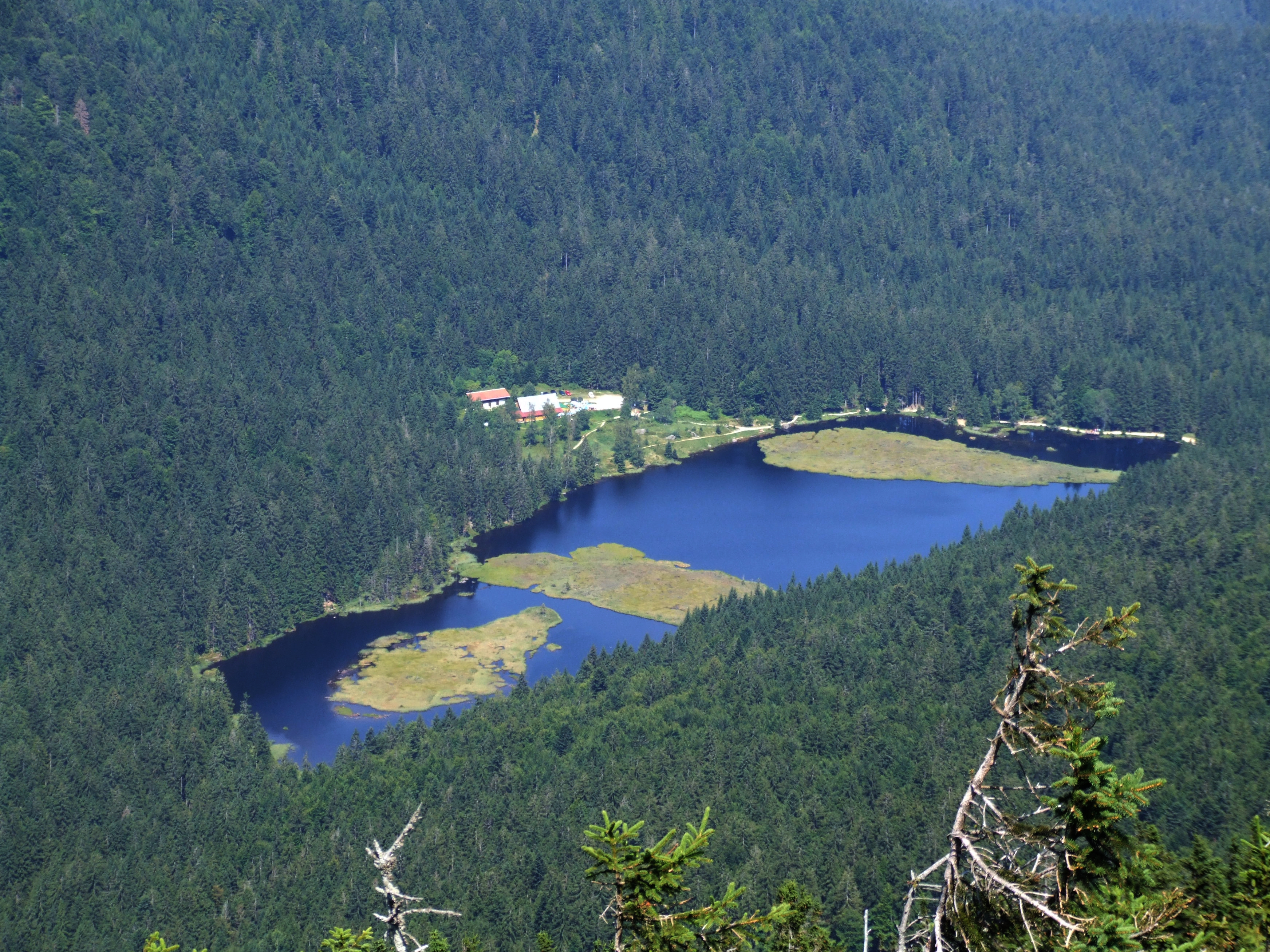
ドイツバイエルン州のクライナー・アーバージー湖

浮島（うきしま、英語: floating island）、広義には液体中に浮動する固形物からなる地形で、キラウエア火山から噴出する岩液中の固体溶岩、あるいは氷河や流氷、浮石にも用いられることもある。
一般的には水面に現出する特殊の植物質からなる島をいう。このような特殊の植物質からなる浮島は水底に一部が定着するものもあるが、水面とともに昇降する特徴を有する。

## 成因

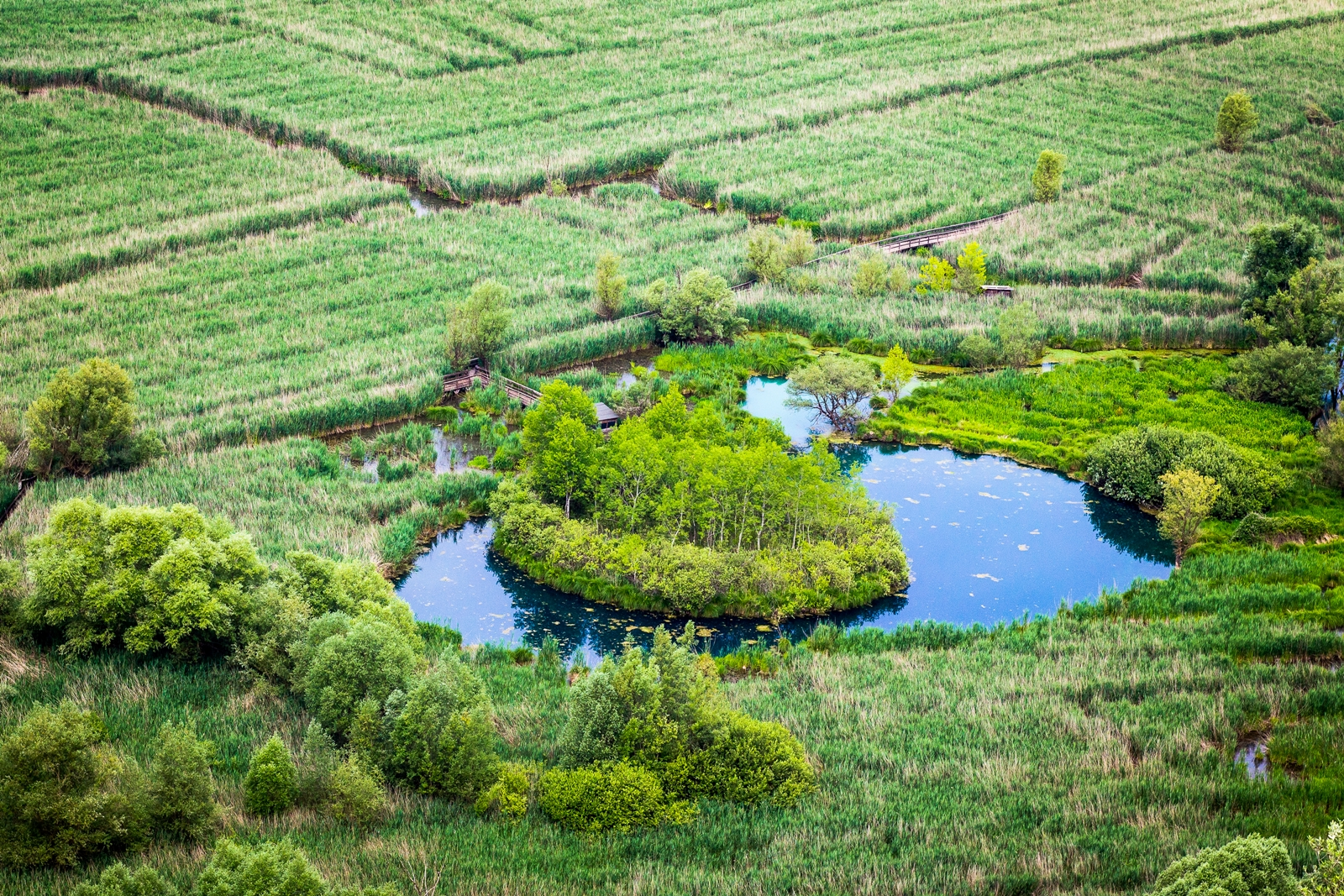
イタリアラツィオ州フロジノーネ県のポスタ・フィブレノ湖

浮島は熱帯から寒帯まで見られ、その成立や素材は地域によって異なる。
冷温帯から寒帯ではミズゴケなどの生育するいわゆる高層湿原で、分解されにくい植物質が蓄積し、その表面で成長がおこなわれるうち、下面が水底に届かない部分が水面に広がるようになり、それが切り離されると浮島となる。
暖帯や熱帯ではアシ、フトイ、ガマなどの抽水性の水草は比較的水深の浅いところに生育するが、水深が深くなると根が底質を離れて浮いたまま生育することがある。これが長期間続き、嵐などで岸から離れると、島のようになる。

## 世界の浮島
日本では新宮市の「浮島の森」が最大（約0.5ヘクタール）とされる。
ニュージーランドのケルマディック諸島では、2012年に海底火山の噴火が原因と思われる浮島が出現した。この浮島は軽石によって形成されたもので、7月28日に出現した後、徐々に面積を拡大し、翌8月13日には全長約450キロにまで達している。

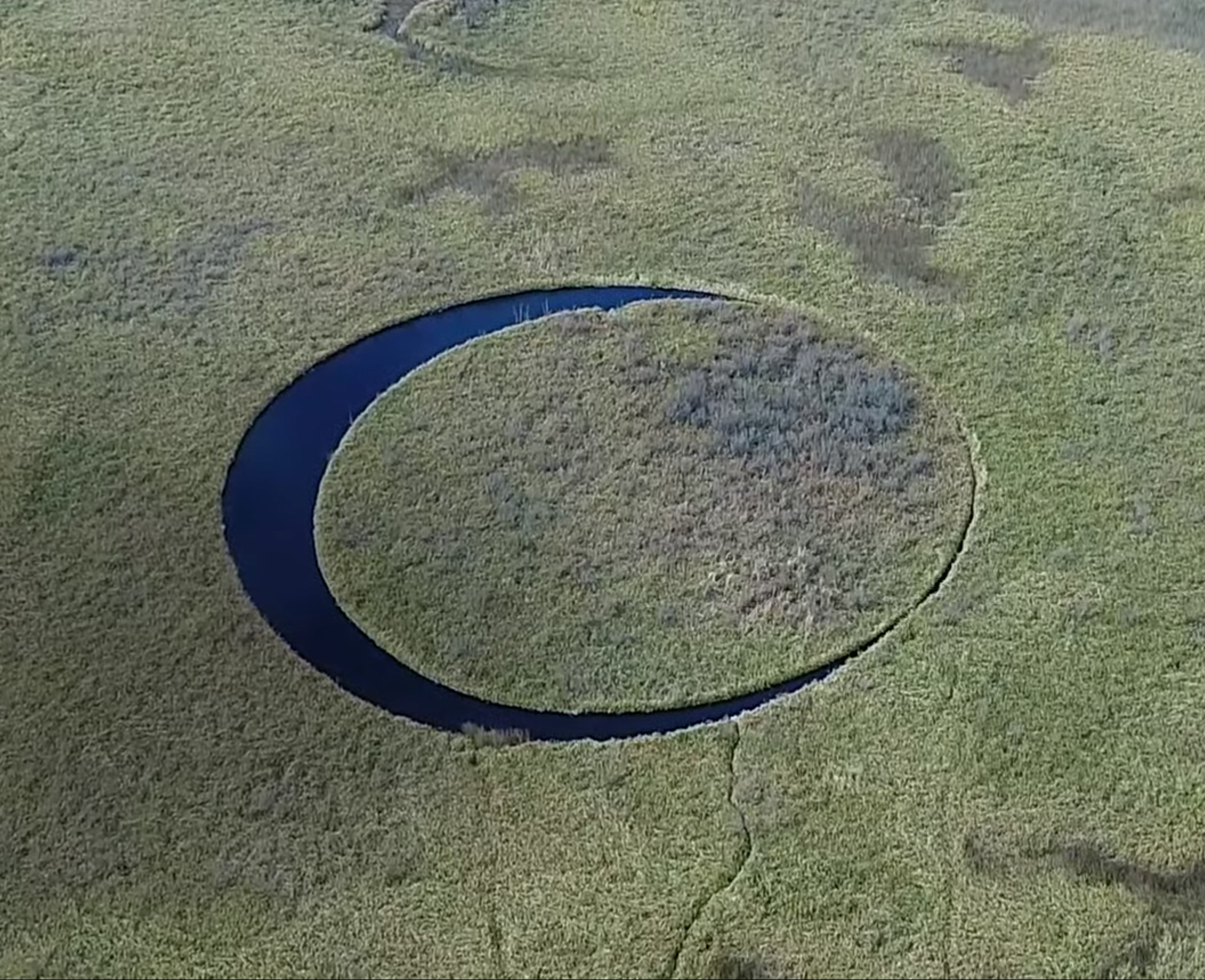
アルゼンチンにあるエル・オホ島

アルゼンチンのブエノスアイレス州にある円形のエル・オホ島は、円形の湖の中で自転している。

## 人工の浮島

### 伝統的利用

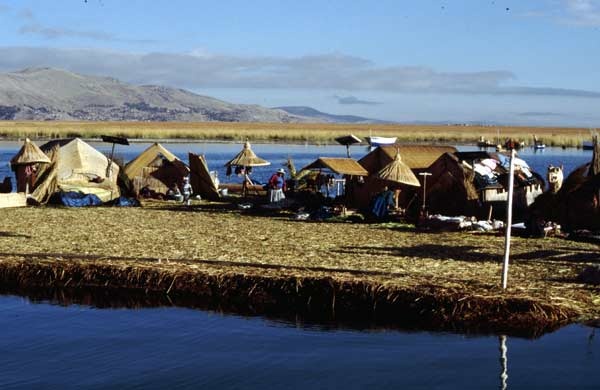
チチカカ湖に浮かぶウロス島

人工の浮島は水草を積み重ねて作るもので、有名なのは南米チチカカ湖においてウロス族の人々がトトラ（フトイに近縁の植物）で作る浮島である。
アステカの首都・テノチティトラン（現・メキシコシティ）の周囲にはチナンパという人工の農耕用の島が多数あった。これも浮島と呼ばれることもあるが、実際には泥土が積み重ねられるため埋立地となったものである。

### 人工浮島
人工浮島はドイツなどでは製品化されており、このような人工浮島は主目的分類により、漁礁浮島、景観浮島、浄化浮島に大別されるが、たいていの浮島はこれらの機能を合わせ持っている。
- 漁礁浮島 - 水産目的で設置され浮島の集魚効果を利用するもの[4]
- 景観浮島 - 景観アクセントに使用されるが、水生生物や樹木も植栽され生物生息空間にもなる[4]
- 浄化浮島 - 水質浄化目的で設置されるもの[4]

機能的には生態系保全、水質浄化、消波、修景に分類されることもある。
人工浮島は構造的には湿式タイプと乾式タイプに分けられる。